# Joan Whitney Payson

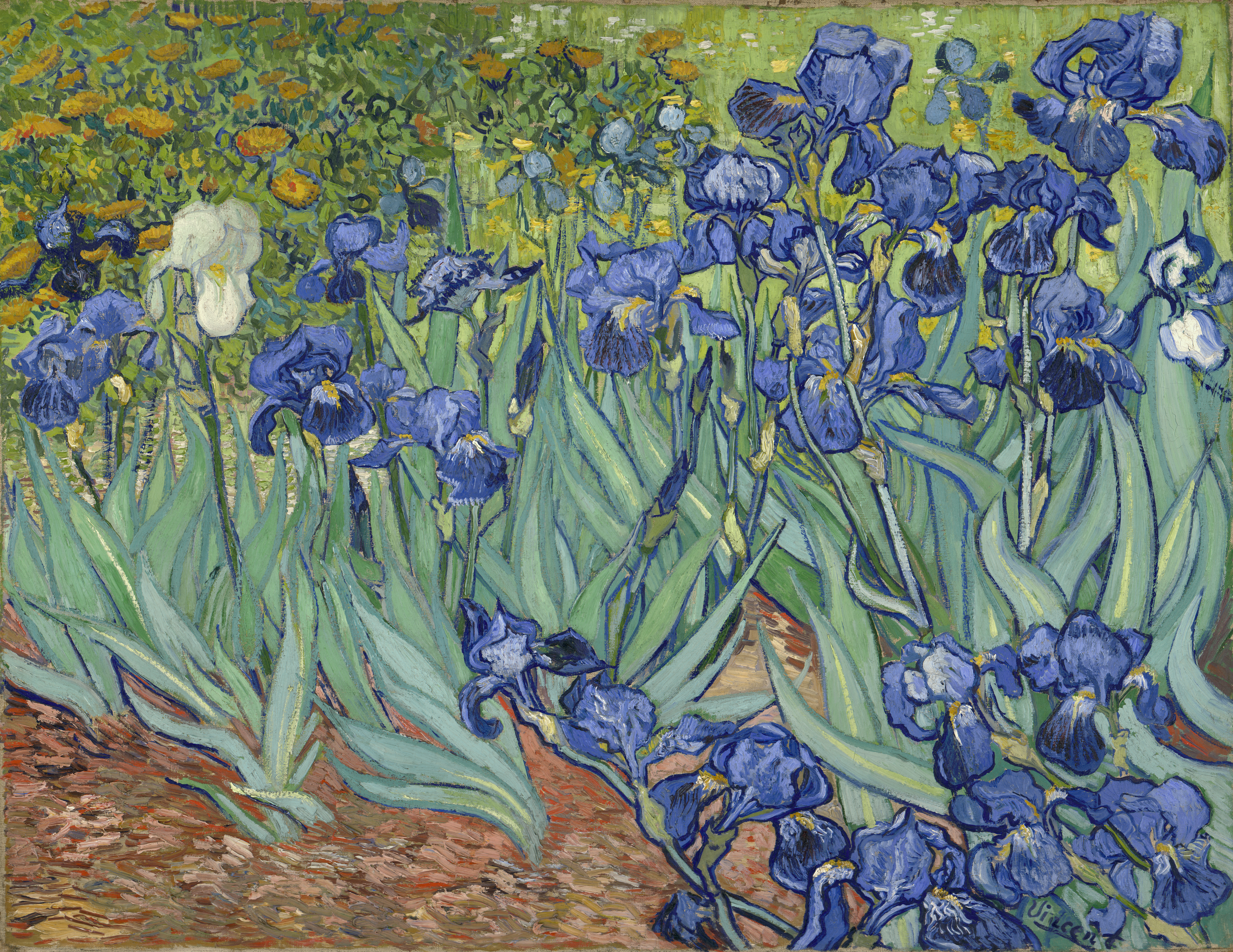
Vincent van Gogh: Schwertlilien aus der Sammlung Joan Whitney Payson – 1987 das teuerste Gemälde der Welt

Joan Whitney Payson (* 5. Februar 1903 in New York, NY, USA; † 4. Oktober 1975 ebenda) war eine amerikanische Unternehmerin, Kunstsammlerin, Mäzenin. Als Miterbin eines der größten amerikanischen Vermögen stiftete sie finanzielle Mittel für Bildung, Gesundheitsfürsorge und Kultur. Sie unterhielt gemeinsam mit ihrem Bruder eine erfolgreiche Pferdezucht und war Mitbegründerin und Mehrheitsaktionärin der Baseballmannschaft New York Mets. Teile ihrer Kunstsammlung befinden sich heute in verschiedenen amerikanischen Museen.

## Familie
Den Grundstock zum Vermögen der Familie Whitney legte Joan Whitneys Großvater William Collins Whitney. Der aus Massachusetts stammende Rechtsanwalt wurde durch Finanzspekulationen zu einem der reichsten Männer der Vereinigten Staaten und diente unter Präsident Grover Cleveland als United States Secretary of the Navy. Joan Whitneys Vater, William Payne Whitney, arbeitete ebenfalls im Finanzsektor, besaß Unternehmensanteile an Bank-, Tabak-, Öl- und Eisenbahnunternehmen und war im Aufsichtsrat mehrere Unternehmen, darunter der City Bank New York. 1902 heiratete er Helen Hay, die Tochter des damaligen Außenministers John Hay. William Payne Whitney begründete durch verschiedene Stiftungen die mäzenatische Tradition der Familie. So spendete er beispielsweise 1923 12.000.000 Dollar der New York Public Library und vererbte dem NewYork-Presbyterian Hospital 1927 20.000.000 Dollar. Joan Whitneys Eltern erhielten zu ihrer Hochzeit von William Payne Whitneys Onkel, Oliver Hazard Payne, eine vom Architekturbüro McKim, Mead, and White errichtete Stadtvilla an New Yorks Fifth Avenue, die heute als französisches Kulturinstitut dient. In diesem Haus, sowie dem mehr als 150 Hektar großen Landsitz Greentree in Manhasset, wuchs Joan Whitney wie auch ihr 1904 geborener Bruder John Hay Whitney auf. Dieser wurde später Herausgeber der New York Herald Tribune und fungierte von 1957 bis 1961 als US-Botschafter in London. Ebenso wie seine Schwester trug er eine bedeutende Kunstsammlung zusammen. Gertrude Vanderbilt Whitney, eine Tante von Joan Whitney, begründete 1931 das New Yorker Whitney Museum of American Art. Nach Abschluss des Barnard College heiratete Joan Whitney 1924 den Rechtsanwalt und Unternehmer Charles Shipman Payson. Aus dieser Ehe gingen fünf Kinder hervor.

## Sport

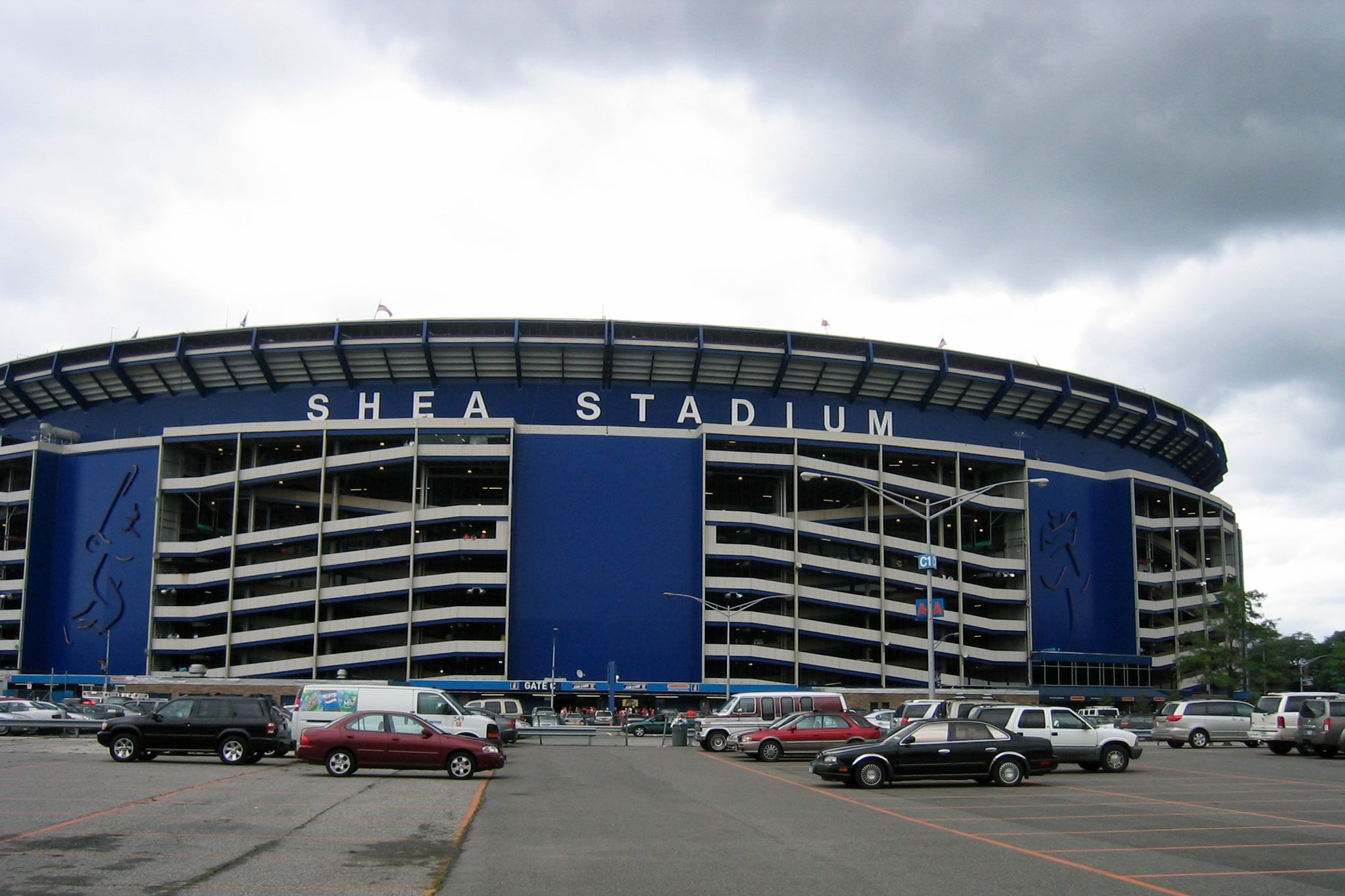
Shea Stadium – Heimat der Baseballmannschaft New York Mets

Wie viele Mitglieder der Familie Whitney war auch Joan Whitney Payson sehr sportbegeistert. Das väterliche Anwesen in Manhasset verfügte neben Tennisplätzen im Freien zusätzlich über eine eigene Tennishalle. Das Hauptaugenmerk richtete sich jedoch über Generation auf den Pferderennsport und die Pferdezucht. Bereits Joan Whitney Paysons Großvater besaß einen erfolgreichen Pferderennstall. Ihr Vater gründete das Gestüt Greentree Stable in Lexington im US-Bundesstaat Kentucky. Nach seinem Tod 1930 erbten Joan Whitney Payson und ihr Bruder dieses Gestüt und führten es bis zu ihrem Tod weiter. Pferde dieses Rennstalls gewannen wiederholt bedeutende Pferderennen, wie das Kentucky Derby, das Preakness Stakes oder das Belmont Stakes.
1950 erwarb Joan Whitney Payson ihre erste Aktie der Baseballmannschaft New York Giants und baute in den Folgejahren ihren Unternehmensanteil auf zehn Prozent aus. Als 1957 der Mehrheitsaktionär Horace Stoneham beschloss den Sitz der Giants nach San Francisco zu verlegen, verkaufte Joan Whitney Payson ihren Aktienanteil an dieser Mannschaft. Nachdem zeitgleich auch die Brooklyn Dodgers nach Kalifornien umzogen und New York somit keine Mannschaft in der National League hatte, beschloss Joan Whitney Payson, sich an der Neugründung der New York Mets zu beteiligen. Als Mehrheitsaktionärin und als langjährige Präsidentin dieser Mannschaft bestimmte sie über viele Jahre die Geschicke der Mets. Joan Whitney Payson war die erste Frau, die eine Profimannschaft in einer der nordamerikanische Sportligen besaß.

## Kunstsammlung
Joan Whitney Payson lernte bereits als Kind Kunstwerke in den elterlichen Häusern in New York City und Manhasset kennen. Die Sammlung bestand neben zahlreichen kunsthandwerklichen Arbeiten vor allem aus europäischer Malerei des 16. und 17. Jahrhunderts, von denen nach dem Tod der Mutter einige Werke als Stiftung ins Metropolitan Museum of Art gelangten.
Joan Whitney Paysons eigene Sammlung baute sie seit den 1940er Jahren auf. Neben wenigen altmeisterlichen Bildern, wie etwa der Darstellung von Samson und Delila von Lucas Cranach dem Älteren, konzentrierte sie sich überwiegend auf europäische – meist französische – Malerei des 19. und frühen 20. Jahrhunderts sowie auf deren US-amerikanische Zeitgenossen. Die Sammlung ist heute nicht mehr geschlossen erhalten. Teile der Sammlung gelangten in verschiedenen Museumsbesitz, andere Teile befinden sich nach wie vor in Privatsammlungen.
Nach dem Tod der Sammlerin 1975 kam eine Gruppe von Gemälden als Stiftung ins Metropolitan Museum of Art. Hierzu gehörten neben dem erwähnten Cranachbild, das um 1500 entstandene Werk Jungfrau mit Kind von Jan Provost, sowie die Gemälde Die Mole von Cassis von Paul Signac, Die Straße von Moret nach Saint-Mammès von Alfred Sisley, Pfingstrosen und Die Familie Monet im Garten von Argenteuil von Édouard Manet, das Porträt Toussaint Lemaistre von Jean-Baptiste-Camille Corot, eine Version der Badenden von Paul Cézanne und die Frau im Garten des Monsieur Forest von Henri de Toulouse-Lautrec. Darüber hinaus erhielt das Museum im Rahmen dieser Stiftung Aquarelle von Thomas Eakins und Maurice Prendergast. Neben diesen Gemälden spendete die Stifterin dem Metropolitan Museum of Art 5 Millionen Dollar zur Errichtung seiner Ausstellungsräume für amerikanische Kunst, von denen einige seit 1980 die Bezeichnung Joan Whitney Payson Galleries tragen.
1976 stiftete Joan Whitney Paysons Ehemann dem Portland Museum of Art 17 Werke des in Maine tätigen Künstlers Winslow Homer. Zusätzlich stellte er finanzielle Mittel zur Verfügung, um einen Erweiterungsbau des Museums zu ermöglichen, welches heute den Namen Charles Shipman Payson Building trägt. 1991 entschied sich der Sohn der Sammlerin, John Whitney Payson, neun Werke aus dem Besitz der Mutter dem Museum in Portland zu schenken. Die Joan Whitney Payson Collection umfasst die Gemälde Moret-sur-Loing von Alfred Sisley, Etretat bei stürmischem Wetter von Gustave Courbet, Confidences von Pierre-Auguste Renoir,  Portrait of the Lady Elizabeth Somerset von Joshua Reynolds, das Pastellbild Die tanzklasse von Edgar Degas, die Gouache Die Ziege und die Blumen von Marc Chagall, das Aquarell Rhododendrons, Boston Public Garden von Maurice Prendergast, die Zeichnung Portrait of the Honorable Frederick Sylvester North Douglas von Jean-Auguste-Dominique Ingres und die Terracottaskulptur der Sammlerin Joan Whitnes Payson von Jo Davidson.
Von den in Familienbesitz verbliebenen Gemälden gelangten seit den 1980er Jahren wiederholt einzelne Werke in den Kunsthandel. Aufsehen erregten dabei drei Gemälde, die bei Auktionen besonders hohe Preise erzielten. Für 53,9 Millionen Dollar versteigerte 1987 das Auktionshaus Sotheby’s das Gemälde Schwertlilien von Vincent van Gogh – seinerzeit der höchste je bei einer Auktion für ein Gemälde erzielte Preis. Joan Whitney Payson hatte dieses heute im Besitz des J. Paul Getty Museums befindliche Werk 1947 für lediglich 84.000 Dollar erworben. Zwei Jahre später erwarb Walter Annenberg bei Sotheby’s von den Erben Joan Whitney Paysons das Gemälde Au Lapin Agile von Pablo Picasso. Das für 40,7 Millionen Dollar verkaufte Bild befindet sich heute mit der Sammlung Annenberg im Metropolitan Museum. Am 7. November 2007 gelangte erneut ein Werk aus der Payson-Sammlung zur Auktion. Für 39.241.000 Dollar ersteigerte der Hongkonger Milliardär Joseph Lau Paul Gauguins Te Poipoi.

## Gemälde der Sammlung Joan Whitney Payson

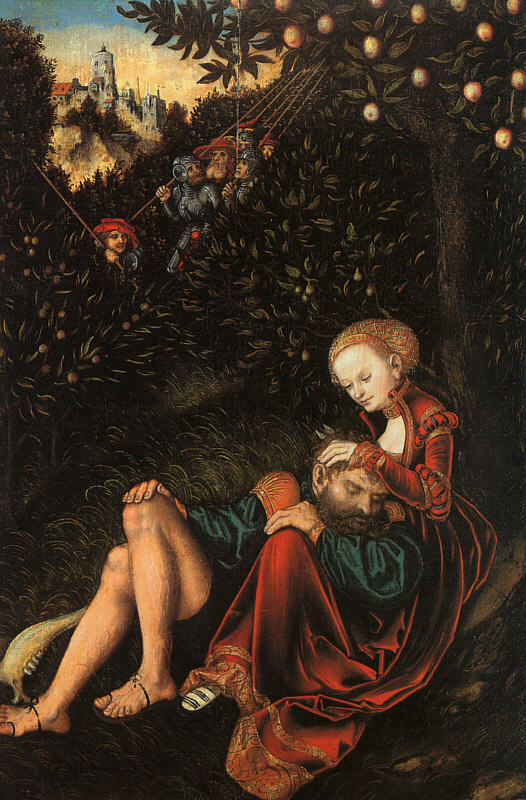
Lucas Cranach der Ältere: Samson und Delila
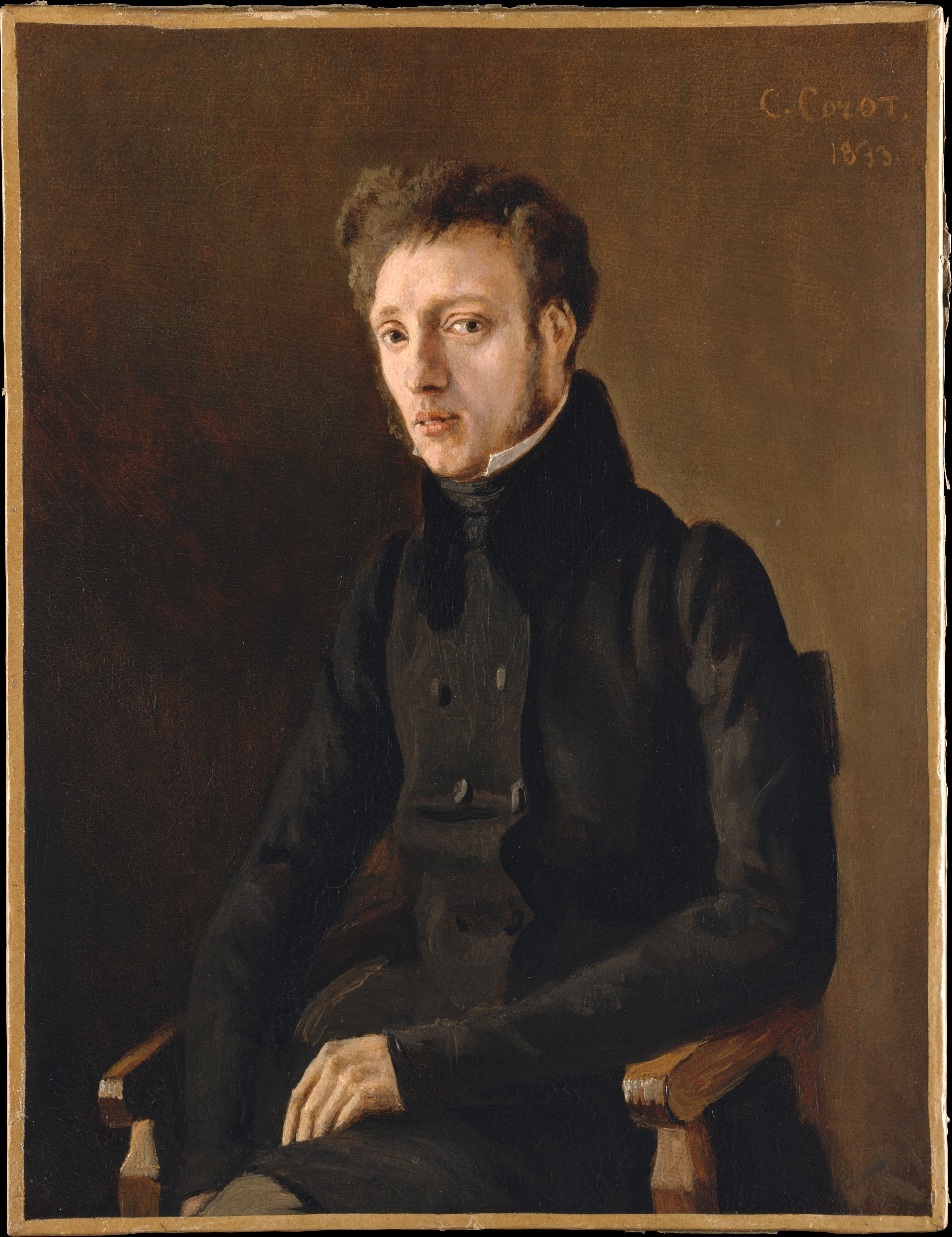
Jean-Baptiste-Camille Corot: Toussaint Lemaistre
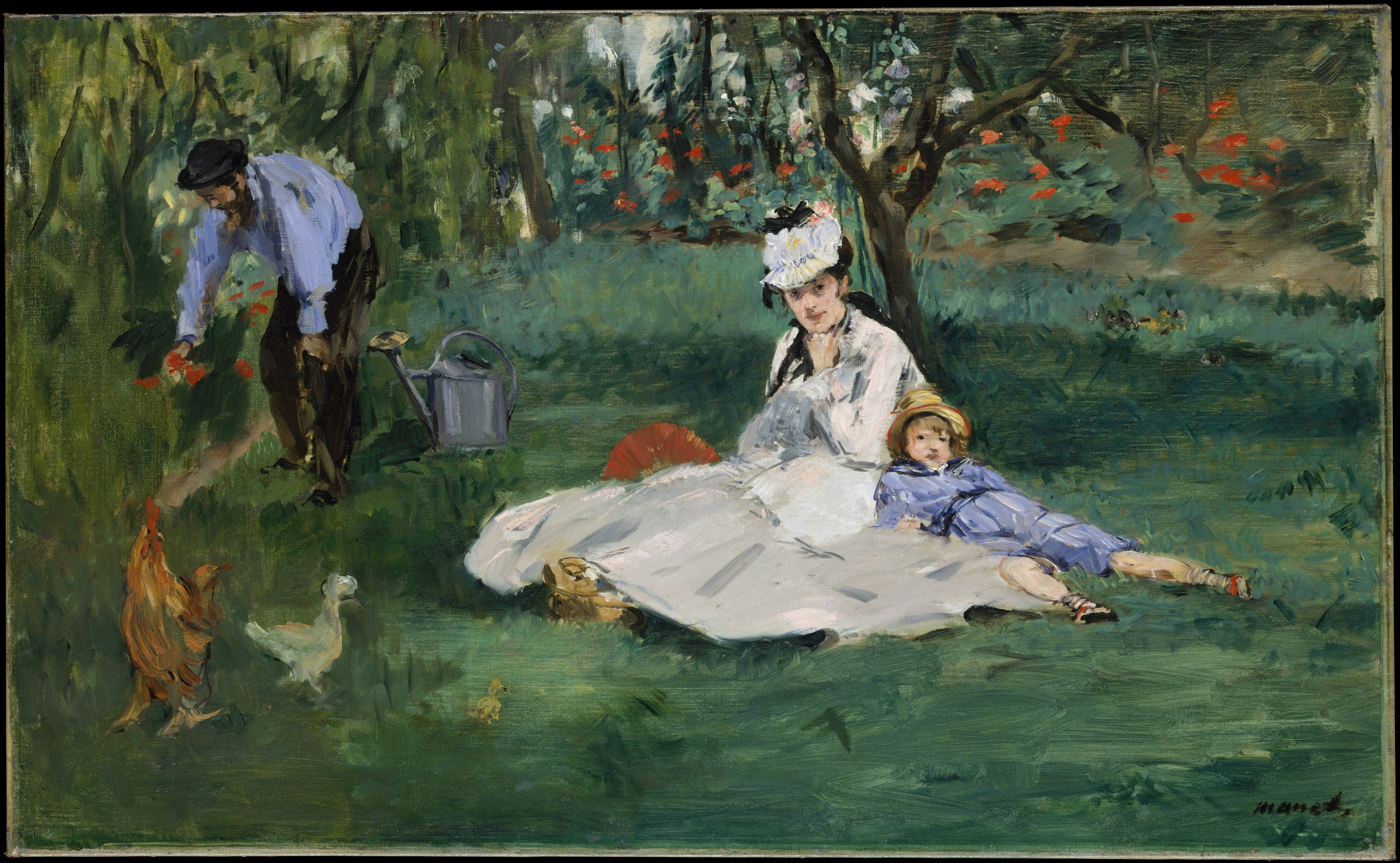
Édouard Manet: Familie Monet in ihrem Garten in Argenteuil
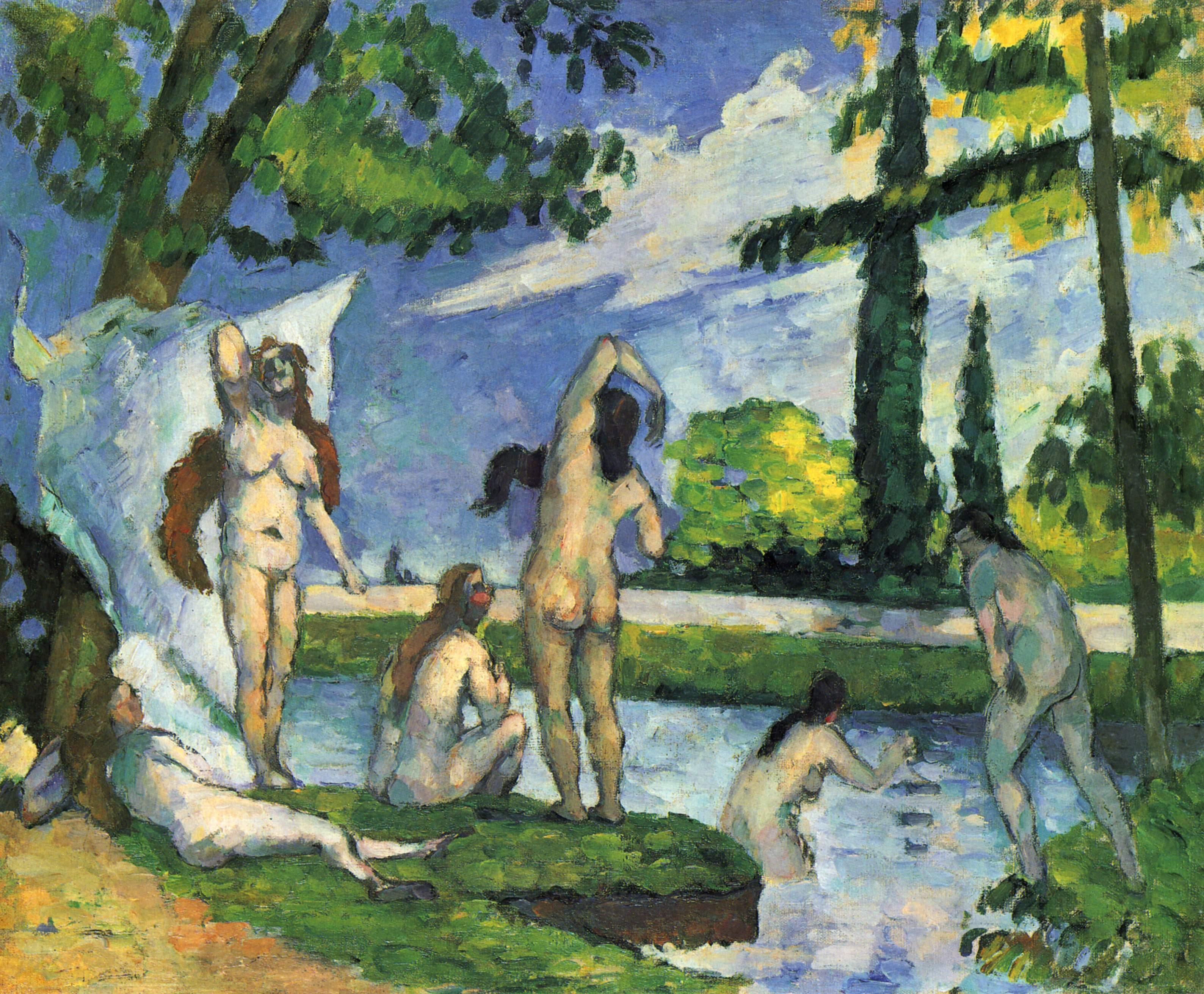
Paul Cézanne: Badende
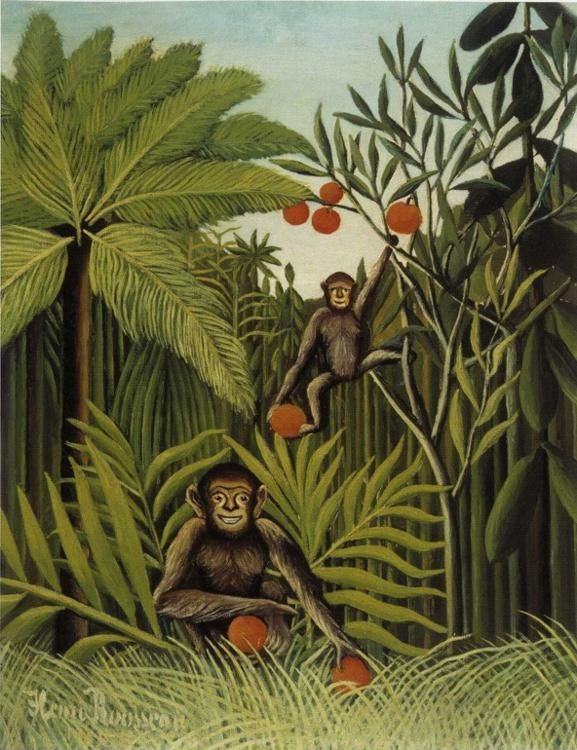
Henri Rousseau: Zwei Affen im Urwald
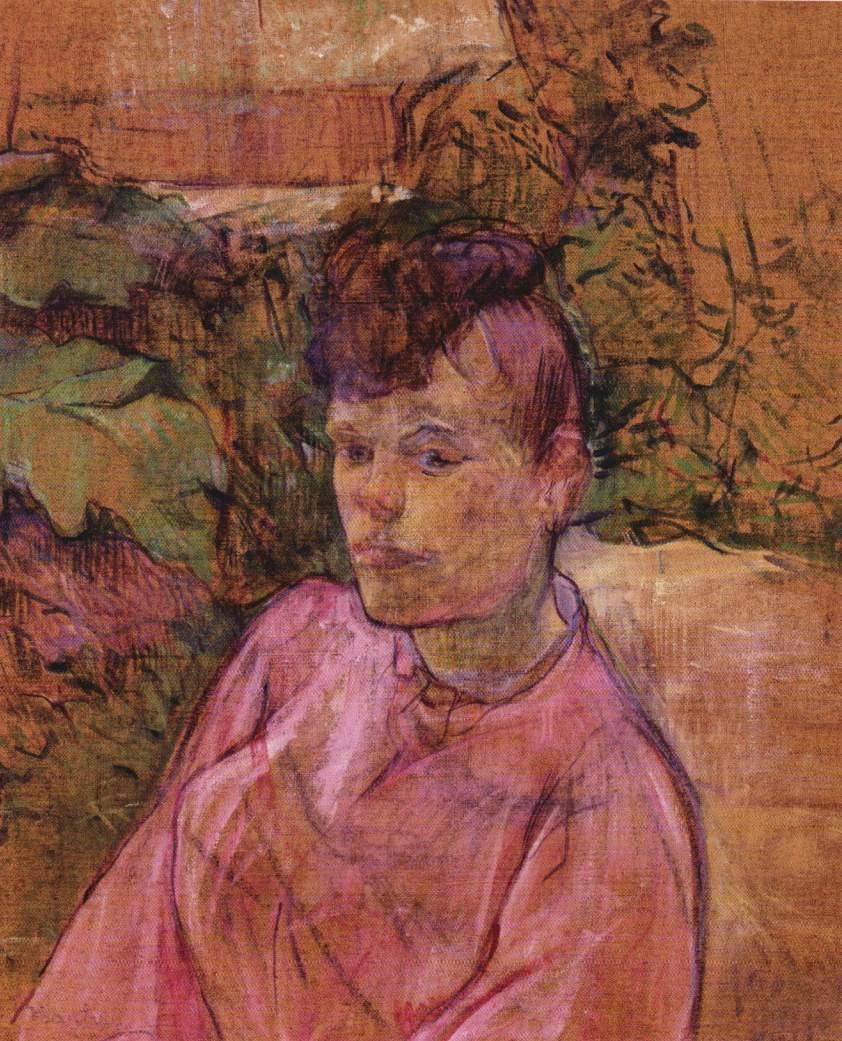
Henri de Toulouse-Lautrec: Frau im Garten des Monsieur Forest
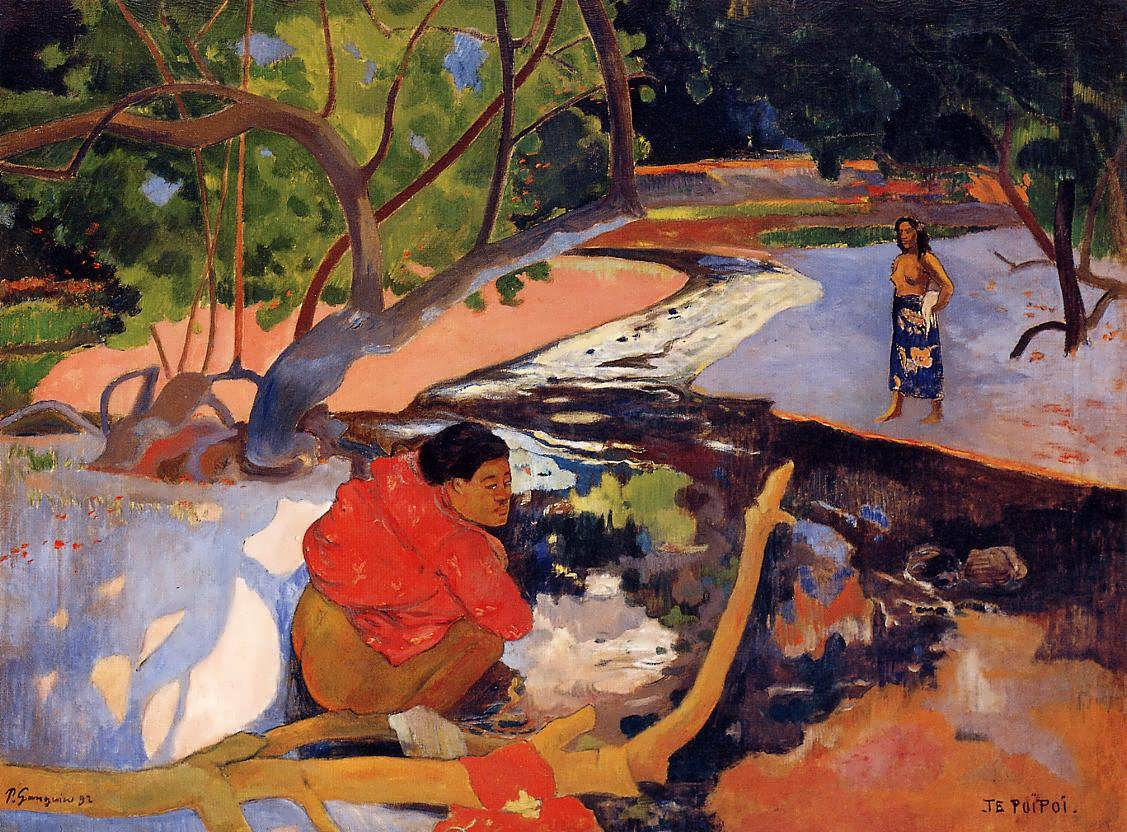
Paul Gauguin: Te Poipoi
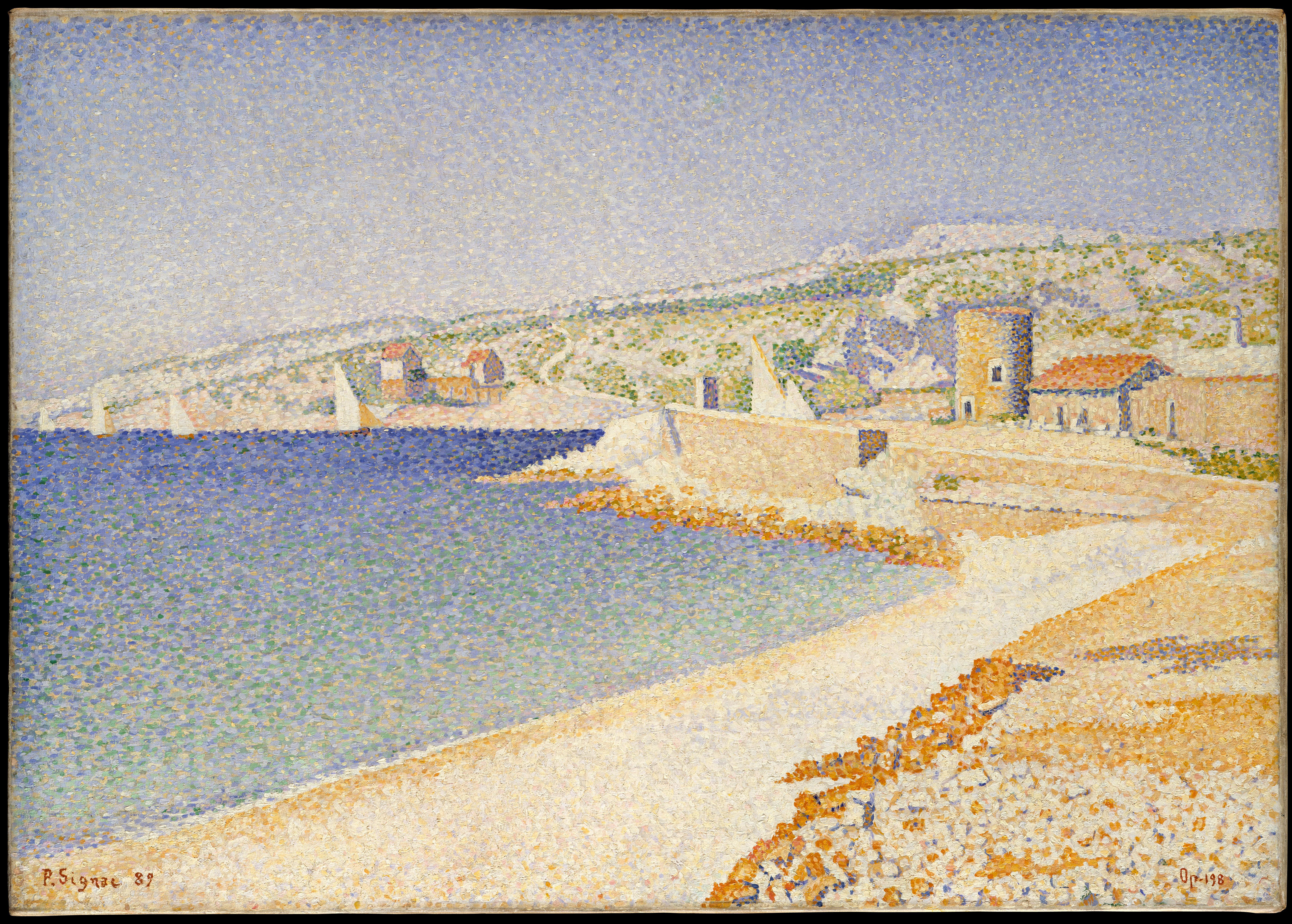
Paul Signac: Die Mole von Cassis

## Vermächtnis
Neben den Stiftungen im kulturellen Bereich engagierte sich Joan Whitney Payson in zahlreichen anderen gemeinnützigen Feldern, wozu beispielsweise die Gesundheitsförderung und Bildung gehörten. Bereits 1943 gründete sie die nach ihrer Mutter benannte Helen Hay Whitney Foundation. Diese Stiftung unterstützte die medizinischen Forschung zunächst im Bereich Rheumatisches Fieber, später auch im Bereich Bindegewebeskrankheiten. Heute ist Helen Hay Whitney Foundation in vielen Feldern der medizinischen Forschung tätig. Zusammen mit ihrem Mann stiftete Joan Whitney Payson 1972 der Pepperdine University in Malibu die Payson Library. An dieser Universität hatte ihr Sohn in den 1960ern studiert.
Joan Whitney Payson starb 1975 im Alter von 72 Jahren. Ihr Grab befindet sich auf dem Pine Grove Cemetery in Falmouth im US-Bundesstaat Maine.